# Monarda (dier)
Monarda is een geslacht van vlinders uit de onderfamilie Smerinthinae van de familie pijlstaarten (Sphingidae).

## Soorten
- Monarda oryx Druce, 1896